# Jacques Bretel de Grémonville
Pour les articles homonymes, voir Bretel de Grémonville.
Jacques Bretel de Grémonville (né à Rouen le 1er mars 1625 mort à Lyre le 29 novembre 1686) est un  diplomate français et abbé commendataire de Lyre.

## Biographie
Jacques Bretel de Grémonville est le 7e fils de Raoul Bretel († 1640), président à mortier dit le « président de Grémonville » et d'Isabeau Grouart.[réf. nécessaire]
Bien qu'issu d'une famille normande de robe, il fait carrière comme plusieurs de ses frères dans la diplomatie et les armes. Il est en effet le cadet de Nicolas Bretel († 1648) qui obtient l'érection de la seigneurie familiale en Marquisat et qui fut ambassadeur à Rome et à Venise (1643-1647), de François, tué au second siège de Lérida en 1647 et de Louis, seigneur de La Chapelle tué à la seconde bataille de Nördlingen .
Jacques Bretel sert d'abord dans le régiment de Champagne puis 10 ans au service de la république de Venise à Candie. Parlant le latin et l'italien, il devient un familier d'Hugues de Lionne et le roi le nomme ambassadeur extraordinaire à Vienne où il réside entre 1664 et 1673. Au fait des affaires militaires mais fin diplomate, il entretient des rapports avec les Hongrois et fréquente l'impératrice douairière Éléonore de Nevers-Mantoue. En 1668 il est l'artisan du traité de Vienne qui prévoit un partage de l'Empire espagnol entre Louis XIV et l'empereur Léopold Ier. En récompense des services rendus, il reçoit en 1670 du roi en commende l'abbaye de Lyre dans le diocèse d'Évreux où il meurt le 29 novembre 1686.